# Phorocardius comptus
Phorocardius comptus is een keversoort uit de familie kniptorren (Elateridae). De wetenschappelijke naam van de soort is voor het eerst geldig gepubliceerd in 1860 door Candèze als Cardiophorus comptus.